# Kundan Shah
Pour les articles homonymes, voir Shah (homonymie).
Kundan Shah (19 octobre 1947 - 7 octobre 2017) est un réalisateur et scénariste indien.
Il est connu pour sa comédie  Jaane Bhi Do Yaaro (1983) et sa série télé Nukkad (en) (réalisée avec son ami Saeed Akhtar Mirza). 

## Biographie
Kundan Shah a été formé au Film and Television Institute of India à Puna. 
Son premier film Jaane Bhi Do Yaaro introduit un nouveau genre de comique (basé sur le slapstick) dans le cinéma indien.
Après une carrière à la télévision, il revient au cinéma en 1993 avec Kabhi Haan Kabhi Naa, une comédie à succès où le héros (Shahrukh Khan) est pour la première fois au cinéma de Bollywood, présenté comme un loser, un être en perdition.
En 1998, il réalise Kya Kehna qui ne sort qu'en 2000, et obtient un succès en présentant Preity Zinta qui y fait ses débuts dans un thème inhabituel : la famille monoparentale. 
Il a aussi réalisé Hum To Mohabbat Karega (2000) avec Bobby Deol et Karisma Kapoor, puis Dil Hai Tumhaara (2002) avec Rekha et Preity Zinta, et Ek Se Badhkar Ek en 2004.

## Récompenses
- Filmfare Award Critics for Best Movie- Kabhi Haan Kabhi Naa
- National Film Awards - Indira Gandhi Award pour Best First Film of a Director - Jaane Bhi Do Yaaro

## Filmographie

### Réalisateur
- 1983 : Jaane Bhi Do Yaaro
- 1986 : Nukkad
- 1993 : Kabhi Haan Kabhi Naa
- 2000 : Kya Kehna
- 2000 : Hum To Mohabbat Karega
- 2002 : Dil Hai Tumhaara
- 2004 : Ek Se Badhkar Ek

### Scénariste
- 1983 :Jaane Bhi Do Yaaro
- 1985 :Khamosh
- 1993 : Kabhi Haan Kabhi Naa
- 2000 : Hum To Mohabbat Karega
- 2002 : Dil Hai Tumhaara